# Tupanatinga
Tupanatinga es un municipio brasileño del estado de Pernambuco. Administrativamente, el municipio es compuesto apenas por el distrito sede y por los poblados de Cabo do Campo, Bosque Verde, Boqueirão y Baja Grande.

## Historia
Los primeros habitantes de las tierras del municipio fueron probablemente indígenas.
El poblado fue elevado a la categoría del municipio con la denominación de Tupanatinga, por la ley estatal n.º 4959, el 20 de diciembre de 1963, separado de Buíque y Inajá, sede del antiguo distrito de Tupanatinga. 

## Geografía
Se localiza a una latitud 08º45'12" sur y a una longitud 37º20'23" oeste, estando a una altitud de 710 metros. Su población estimada en 2007 era de 18.913 habitantes.
Posee un área de 795,64 km².

### Relieve
El municipio está localizado en el Polígono de las Secas. El relieve es movido. Las altitudes varían entre 650 y 900 metros.

### Vegetación
La vegetación nativa está compuesta por la caatinga hiper xerófila.

### Hidrografía
El municipio se encuentra en los territorios de las cuencas hidrográficas de los ríos Ipanema y Moxotó. Sus principales tributários son los arroyos: de la Casa de Piedra, del lambedor, Paus de Leche, del Miel, del Socorro, Grota Sierra Verde, Mina Gran, del macaco, de la Barra, Mandacaru, de los Porcos, Riachão y Mandacaruzinho, todos de naturaleza intermitente.